# Wilfried Kuhn
Wilfried Kuhn (* 6. Mai 1923 in Villmar; † 25. Februar 2009 in Gießen) war ein deutscher Physiker, Wissenschaftshistoriker und Physikdidaktiker. Er war Professor an der Justus-Liebig-Universität Gießen.

## Leben
Wilfried Kuhn kam am 6. Mai 1923 im hessischen Villmar als Sohn von Wilhelm Kuhn und dessen Ehefrau Wilhelmine, geborene Wirbelauer, zur Welt. Ab 1929 besuchte er die Volksschule in Aumenau, anschließend das Gymnasium Philippinum Weilburg, wo er 1942 Abitur machte. In demselben Jahr wurde er zum Kriegsdienst eingezogen, den er bei der Luftwaffe in Frankreich und Italien ableistete. Dort geriet er in Kriegsgefangenschaft, aus der er 1948 zurückkehrte.
In demselben Jahr begann er ein Studium der Mathematik, Physik und Philosophie an der Philipps-Universität Marburg. 1954 und 1955 legte er seine Staatsexamina für das Lehramt an Gymnasien ab. Während des Referendariats hatte er am Gymnasium Limburg und am Goethe-Gymnasium in Frankfurt unterrichtet, wo er auch das Studienseminar bei Rudolf Murtfeld besuchte.
1955 wurde er Studienassessor. Bis 1957 blieb er am Goethe-Gymnasium. In dieser Zeit begann er an der Goethe-Universität Frankfurt am Main ein zweites Studium, und zwar im Studiengang Geschichte der Physik. Dieses schloss er mit der Promotion 1957 zum Thema Das Problem der Relativbewegung bei Huygens ab. Von 1957 bis 1968 unterrichtete er am Gymnasium in Weilburg, wo er selbst Abitur gemacht hatte.
1957 wurde er Studienrat, 1963 Oberstudienrat und 1968 Oberstudiendirektor. 1968 bis 1971 leitete er die Abteilung Naturwissenschaft des Hessischen Instituts für Lehrerfortbildung in Frankfurt und 1968 bis 1978 war er Vorsitzender der Lehrplankommission für den Physikunterricht in Hessen. Ab 1971 war er Lehrstuhlinhaber für Physikdidaktik an der Justus-Liebig-Universität Gießen, wo er bereits zuvor einen Lehrauftrag innegehabt hatte. Von 1975 bis 1976 war er Dekan der Fakultät für Physik. 1991 wurde er emeritiert, lehrte aber auch danach weiter in Gießen.
Von 1964 bis 1965 leitete er im 3. Fernsehprogramm des Bayerischen Rundfunks in 26 Folgen das Kursprogramm Rechnen im Fernsehen, die auch im dritten Programm des Hessischen Rundfunks ausgestrahlt wurde.
1981 war er Gastprofessor am Institut für Theoretische Physik der Universität Wien.
Er ist der Herausgeber und Autor mehrerer Physiklehrbücher für Gymnasien.
1973 bis 1991 leitete er den Fachausschuss Didaktik der Physik der Deutschen Physikalischen Gesellschaft (DPG). Seit 1980 war er Mitherausgeber der Fachzeitschrift Praxis der Naturwissenschaften – Physik in der Schule.
1982 verlieh die DPG ihm den Robert-Wichard-Pohl-Preis.

## Schriften
- Ideengeschichte der Physik – eine wissenschaftstheoretische Analyse der Entwicklung der Physik im historischen Kontext. Vieweg, Braunschweig 2001.
- als Herausgeber: Handbuch der experimentellen Physik für Unterricht und Lehre. 14 Bände, Aulis Verlag, ab 1986.
- Physik. Westermann, Braunschweig 2010.
- mit Janez Strnad: Quantenfeldtheorie: Photonen und ihre Deutung. Vieweg, 1995.
- als Herausgeber: Computer im Experiment. Aulis Verlag, 1986.
- Atomphysik in der Schule. Westermann, Braunschweig 1960.